# Nephrosperma van-houtteanum
Espèce
Synonymes
- Areca nobilis auct.[1]
- Nephrosperma van-houtteanum[2]
- Nephrosperma vanhoutteanum (H.Wendl. ex Van Houtte) Balf.f. (préféré par NCBI)[2]
- Oncosperma van-houtteanum H.Wendl. ex Van Houtte[1]

Statut de conservation UICN

 LC  : Préoccupation mineure
Nephrosperma van-houtteanum est une espèce de plantes de la famille des Arecaceae.

## Publication originale
- Flora of Mauritius and the Seychelles: a description of the flowering plants and ferns of those islands. 386. 1877.